# Bernadette Cattanéo
Pour les articles homonymes, voir Cattaneo.
Bernadette Cattanéo, née Le Loarer le 25 février 1899 à Brélévenez (Côtes-du-Nord) et morte le 22 septembre 1963 à La Penne-sur-Huveaune (Bouches-du-Rhône). Féministe et pacifiste, elle est élue en 1934 secrétaire générale du « Comité mondial des femmes contre la guerre et le fascisme » pour lequel elle revendiquera 10 millions de membres en 1937. Syndicaliste et militante communiste française au début des années 1930, elle deviendra responsable « femmes » au sein de la CGTU, du PCF et du mouvement communiste international.  

## Biographie

### Enfance
Bernadette Le Loarer est la fille de Jean Marie Le Loarer, cheminot tué dans un accident de chemin de fer alors qu’elle n’avait que cinq ans et de Marie Ollivier, paysanne pauvre, illettrée connaissant à peine le français. Sa famille est entièrement catholique mais c'est un instituteur vieux syndicaliste anticlérical qui guidera ses lectures et l'influencera. 
Elle suit une formation de couturière avant de monter sur Paris en 1919 pour y exercer un travail de rédactrice dans deux entreprises. Elle y rencontre Jean-Baptiste Cattanéo syndicaliste qui sera comptable à la CGTU et homme de confiance du parti communiste français. Ils se marient le 10 octobre 1922 et auront deux enfants.

### Syndicaliste, militante communiste et responsable des questions féminines
Bernadette Cattanéo adhère au Parti communiste français (PCF) à la fin de 1923. Elle va devenir  la principale responsable des questions féminines pour la CGTU et également pour le Parti Communiste.
Dès son entrée au Parti communiste, elle prend la parole sur les questions féminines à l’occasion des élections législatives de 1924 et des municipales de 1925. En 1924 elle est membre de la commission féminine du PCF et simultanément de la commission féminine de la CGTU dont elle devint secrétaire en 1929 (réélue en 1932 et 1933). Elle dirige la commission féminine jusqu’à mars 1936 date du congrès de réunification de la CGT et de la CGTU. 
En 1931 elle est élue à la Commission exécutive de la CGTU, elle entre au bureau confédéral deux ans plus tard. De 1925 à 1934, elle organise et participe à de nombreuses grèves aux quatre coins de la France qu’elle énumère dans ses autobiographies de 1931 et 1937 rédigées à Moscou.

### Les premiers contacts avec l’ISR et avec l’Internationale communiste

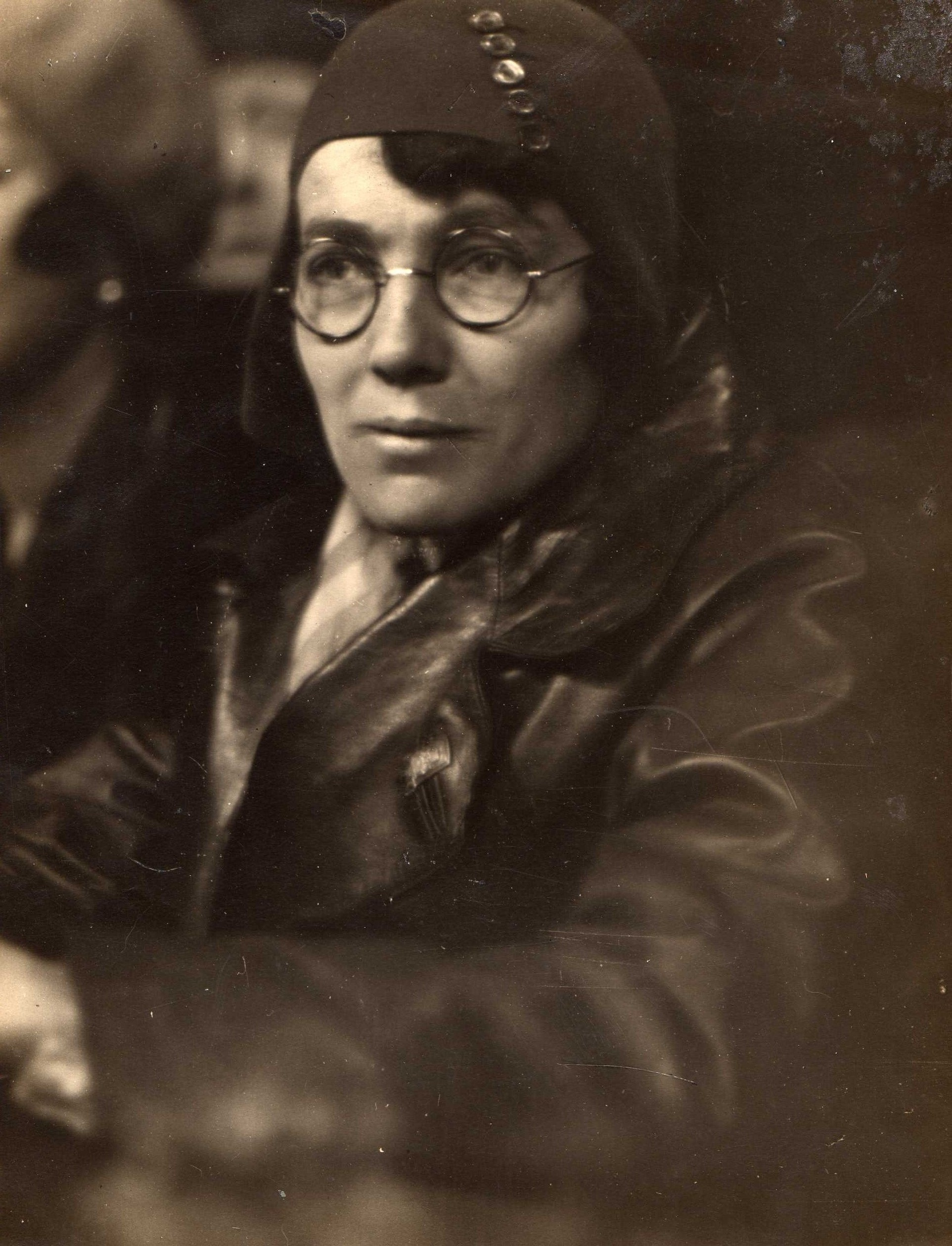
Bernadette Cattanéo à Moscou en 1929.

L'action politique et syndicale de Bernadette Cattanéo dépasse dès 1928 le cadre de la France.
En mars avril 1928, pour le IVe congrès de l’Internationale syndicale rouge (ISR), elle fait partie de la délégation de la CGTU reçue par Staline personnellement. Staline explique le sens qu’il convient d’appliquer à la nouvelle tactique électorale « classe contre classe ».
En 1929, elle dirige la délégation de femmes de la CGTU à Moscou lors du 12e anniversaire de la Révolution. En novembre 1930 elle est élue au conseil central de l’ISR.
En mai 1933, elle participe à la réunion de la commission française du CEIC (Comité Exécutif de l’Internationale Communiste) à Moscou. Elle y croise des personnalités importantes du Komintern comme Manouilski, Yvan Stepanov, Eugen Fried et du PCF comme André Marty, Albert Vassart, Julien Racamond, Gaston Montmousseau. 
Elle y fait plusieurs propositions pour mieux mobiliser les militants et toucher plus de travailleurs. D’autres pour améliorer l’implication des femmes militantes en évitant de trop les surcharger de travail alors qu’elles doivent assumer également leurs obligations familiales, faire en sorte qu’elles soient associées aux revendications de leur mari qui paie une cotisation syndicale.  Elle critique le journal « L'Humanité » pour le peu de place qu'il laisse aux femmes.  

### Les origines du Mouvement international féminin
À partir de 1934 et jusqu’au début de la Seconde Guerre mondiale, l'activité de Bernadette Cattanéo est importante sur le plan international.  
Le secrétaire de l’internationale communiste Georgi Dimitrov se tourne vers elle, pour structurer un mouvement international de femmes contre la guerre et le fascisme.
Elle est à cette époque également membre du Comité national du mouvement Amsterdam-Pleyel et secrétaire du comité d’entente et de coordination des organisations féminines internationales.
Dès début décembre 1933 Henri Barbusse écrit à Eléna Stassova pour lui indiquer que le comité féminin (dont Bernadette Cattanéo fait partie) est très intéressé à la réunion d’un congrès féminin international contre la guerre. Il lui transmet également pour avis un courrier déjà adressé à un certain nombre de personnalités féminines pour leur proposer de faire partie du comité d’initiative (promouvoir le congrès). Un premier tract en janvier 1934 fait état des premières signatures recueillies.
Le 20 janvier Barbusse, dans un autre échange avec Elena Stassova, aborde la stratégie de propagande avec l’utilisation des intellectuels, les objectifs et le timing de mise en place.
Lors de la conférence nationale du PC français, en juin 1934 à Ivry, dans un long discours féministe et politique, elle fait le point sur le travail du comité national d’initiative qui a pour but d’organiser et de promouvoir un grand rassemblement mondial des femmes contre la guerre et le fascisme." …il y a dans ce comité des socialistes, des confédérées, des franc-maçonnes, c’est vous dire les difficultés qu’il y a à diriger un tel mouvement. ». Elle commence son discours en rappelant que c’est lors du dernier plenum de l’IC (décembre 33) que O.Kuusinen est intervenu pour demander aux partis communistes d’intensifier le travail de masse parmi les femmes. Elle aborde la principale difficulté face à l’objectif de front unique: «… des femmes de toutes tendances et de toutes opinions qui évidemment, viennent avec leur idéologie et cherchent à la faire triompher, alors que c’est la nôtre qui doit triompher si nous savons faire notre travail…». .  Elle donne des exemples qui montrent que ce travail d’unité est déjà bien avancé et indique que d’importantes délégations étrangères sont attendues en provenance d’Urss, de Chine, d’Angleterre…
Elle demande au PC français toute son attention et son appui.

### Secrétaire générale du Comité Mondial des Femmes contre la guerre et le fascisme
Ce congrès a lieu à Paris du 4 au 7 août 1934, Bernadette Cattanéo en préside la commission politique. Il réunit des femmes (1200 dont 600 de France) et des responsables d’organisations qui, dit-elle, étaient restées jusque-là loin l’une de l’autre.
Elle est élue lors de ce congrès et à l’unanimité secrétaire générale du « Comité Mondial des Femmes contre la guerre et le fascisme (CMF) ».
Elle déclare que le CMF est destiné à toucher toutes les couches de femmes, indépendamment de leur classe sociale, quelle que soit leur tendance politique. Outre l’objectif de lutte contre la guerre et le fascisme, il revendique la libération et l’émancipation sociale et politique de la femme, la défense de ses revendications, l’égalité des femmes et des hommes.

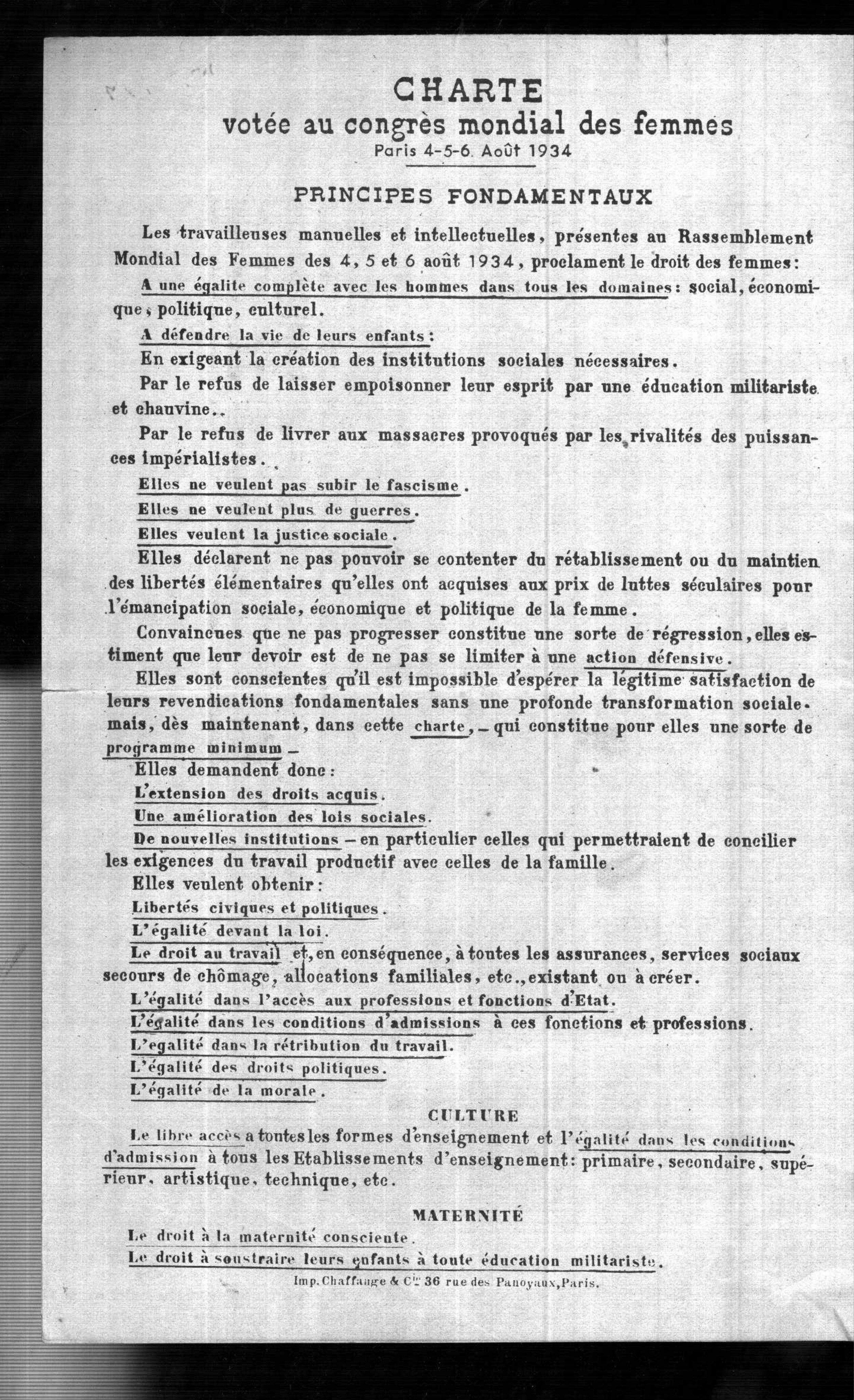
Charte votée au premier congrès mondial des femmes contre la guerre et le fascisme, en août 1934.

Deux documents fondateurs, une charte revendicative déclinant les principes fondamentaux réclamés pour les femmes ainsi qu’un manifeste, plus politique, sont votés, sous sa présidence, lors de ce congrès. Dans son autobiographie de 1937, elle revendique le fait d’avoir obtenu le vote du manifeste presque à l’unanimité.

### La propagande du mouvement
Bernadette Cattanéo lance en septembre 1934 et dirige le journal de propagande du CMF : Les Femmes dans l'action mondiale. Elle y écrit de nombreux articles signés de son nom ou de son paraphe BC portant aussi bien sur la revendication de droits pour les femmes en France et à l’étranger qu’en rapport avec les évènements internationaux.
Elle pilote ensuite la création de nombreux journaux féminins similaires via les comités nationaux du CMF qui vont se créer petit à petit (espagnol «Mujeres», allemand «Die Frau», italien  «La voce delle donne», belge et B.flamand «vrouwen», anglais «woman today», hollandais, yougoslave, uruguayen, argentin, australien…).
Elle écrit également des articles dans le journal de l’IC La Correspondance internationale. Par exemple, à l’occasion de la journée internationale de la femme le 8 mars 1937 dans lequel elle rappelle les actions les plus importantes réalisées depuis 1934. On y lit également que le journal «Die Frau» dénonce en Allemagne des dizaines de milliers de femmes mutilées par stérilisation car soupçonnées «d’hérédité malsaine». Dans le numéro d’avril 1938 elle dénonce les provocations d’Hitler et annonce un nouveau grand congrès mondial pour rassembler les femmes et les mères de l’univers en précisant "il faut réaliser vite, la situation sérieuse ne permet plus de tergiverser".

### Le suivi des objectifs du mouvement et son fonctionnement
Dès 1935, Bernadette Cattanéo se rend tous les ans à Moscou pour faire un point complet sur l’avancée du mouvement directement auprès des instances dirigeantes du Komintern. Ses interventions sont longues, très détaillées et documentées. On trouve dans les archives «Pandor» les verbatims de certaines de ces réunions.
Elle rend compte de ses activités en présence de Yvan Stepanov et Albert Vassart en 1935, de Palmiro Togliatti et Helena Stassova en 1936, de Georgi Dimitrov, Alexandre Losovski et André Marty en 1937 et de Bonhumir Smeral en 1939.
En dehors de ses voyages en Russie (on en dénombre au moins 11 parmi lesquels elle eut des entretiens personnels avec Dimitrov), elle se rend également au moins 6 fois en Espagne pendant la guerre en 1936 et 1937 pour, comme elle l’indique dans son autobiographie de 1937, soutenir ses sœurs espagnoles.
Le CMF est présidé par Gabrielle Duchêne. Néanmoins la vraie dirigeante est Bernadette Cattanéo qui en est la vraie cheville ouvrière et qui bénéficie d’un soutien permanent des femmes soviétiques avec comme contact les premières années Helena Stassova et ensuite Maroussia Krilova à partir de 1938.
Gabrielle Duchêne du fait du rôle très important qu’elle joue depuis plusieurs années au sein la Ligue internationale des femmes pour la paix et la liberté, comme pacifiste et féministe, permet d’attirer des femmes de tous milieux sociaux et politiques. Elle est la vitrine parfaite du mouvement. Elle rédige un éditorial présenté dans chaque première page du journal «femmes dans l’action mondiale».
Par ailleurs, il ne faut pas que le mouvement puisse donner l’impression d’être dirigé par des communistes.
La présidente du CMF peut communiquer directement avec E. Stassova ou M. Krilova mais la considération des femmes soviétiques va pendant toutes ces années d’avant conflit mondial à la secrétaire générale. Les exemples ci-dessous le montrent.
En février 1935 à Moscou, lors de sa présentation au secrétariat romain du CEIC, elle évoque le comité des intellectuelles du CMF présidé à partir de janvier 1935 par Irene Joliot Curie. Elle indique qu’elles sont utilisées comme paravent et pour influencer d’autres couches de femmes. Elle cite Gabrielle Duchêne, Helene Langevin, Lucie Prenant: «… l’impression peut être telle que le mouvement est dirigé par elles. Mais il n’en est pas ainsi. Elles travaillent mais c’est nous qui dirigeons tout cela, depuis le début c’est notre petit appareil qui a tout en mains, nous avons les fiches, les adresses, tout…».
En 1936, elle confirme «elles nous amènent beaucoup de femmes… Elles agissent en accord avec nous, elles ne font rien sans nous demander notre avis…».
En 1938, dans un courrier daté du 8 juillet, adressé à M.Krilova, elle explique les difficultés qu’elle a rencontrées pour l’organisation de la conférence internationale des femmes à Marseille(mai 1938), difficultés liées à l’attitude de G.Duchene qui avait pris une décision sans attendre son retour comme convenu. «J’ai eu une discussion très vive avec G.D à ce sujet… Les maladresses de G.D ramenant tout à elle et à sa personne, monopolisant tout, n’ont pas toujours facilité notre tâche…»
En 1939, dans un document de préparation à sa présentation à Moscou prévue fin juin elle évoque auprès de M.Krilova ses autres difficultés avec G.Duchène au sujet du lancement du congrès mondial Pan Américain prévu à Cuba à La Havane en octobre 1939. «… si nous voulions réussir il fallait une nouvelle personnalité et un nouveau pays pour prendre l’initiative. A son retour de Chine nous avons chargé Ch.Haldane de lancer l’appel. Nous avons dû organiser tout cela clandestinement. Autrement G.Duchene aurait voulu tout garder entre ses mains ce qui aurait compromis le congrès immédiatement. Elle a donc été mise au courant par une lettre de Ch.Haldane annonçant au comité mondial une initiative personnelle….»
L’objectif du CMF était clairement énoncé par G. Dimitrov qui au 7e congrès de l’IC, le 2 aout 1935, déclare : «Il ne peut y avoir de lutte efficace contre le fascisme ou contre la guerre si les vastes masses de femmes ne sont pas entraînées dans cette lutte.»
Le 13 mars 1937, en plein front populaire et en pleine guerre d’Espagne, cet objectif semble pleinement atteint. À Moscou, devant les représentants du présidium du CE de l’IC, et en présence de Dimitrov, elle annonce que le CMF influence désormais 10 millions de femmes dans le monde entier.
Dimitrov lui réplique : «Il y a un milliard de femmes»!
Elle indique avoir désormais en France une entente complète avec les plus importantes organisations féministes et pacifistes françaises notamment pour le droit de vote et pour la préparation du Rassemblement Universel pour la Paix (RUP). Elle cite «L’union française pour le suffrage des femmes» de Cécile Brunschvicg, «la Ligue française pour le droit des femmes» de Maria Vérone, «l’union féminine pour la S.D.N» de Germaine Malaterre-Sellier et la «Ligue des femmes pour la Paix et la liberté» de Gabrièle Duchêne.
Togliatti résume dans une résolution les actions effectuées par le CMF et celles qu’il faut malgré tout encore accomplir pour élargir le mouvement sur le plan international.
En 1936 et en 1937, elle est élue au bureau de la commission centrale de contrôle financier du PC francais. Elle a été également invitée aux réunions du comité central. Dans leur livre paru en 2017, Bernard Pudal et Claude Pennetier écrivent : «Bernadette Cattanéo aurait été la seule, vu les fonctions qu’elle exerçait, à pouvoir prétendre entrer au comité central du PCF. Mais cela ne se réalisa pas.».

### Les années difficiles 1938 et 1939
Les années 1938 et 1939 seront axées d’un point de vue international, en parallèle des actions effectuées pour le soutien des républicains Espagnols, vers l’amplification du mouvement.
Ainsi, la conférence internationale de Marseille de mai 1938 réunit 1600 déléguées venues du monde entier. Le CMF prépare ensuite l’organisation du congrès mondial à La Havane à Cuba, prévu pour octobre 1939. Le siège du comité d’initiative associé au lancement de ce futur congrès est basé opportunément à Londres.
Bernadette Cattanéo effectue un dernier voyage à Moscou à la fin du mois de juin 1939, deux mois avant la signature du pacte germano-soviétique. Le 25 juin 1939, elle propose la plateforme de ce congrès: L’union des nations et des forces pacifistes; La sécurité collective; Les sanctions contre l’agresseur et contre les persécutions raciales; L’aide aux réfugiés; L’égalité des femmes et la protection de l’enfance.
Elle indique dans ses documents de préparation avoir notamment obtenu en France l’adhésion des trois ex-ministres femmes du gouvernement (Cécile Brunschvicg, Suzanne Lacore, Irène Joliot-Curie) ainsi que celles de Germaine Mallaterre-Sellier et de Geneviève Tabouis et d’autres adhésions de personnalités nouvelles au Danemark, en Scandinavie, aux Indes, en Afrique du Sud, en Nouvelle Zélande, en Argentine et de certaines femmes Américaines car beaucoup dit-elle semblent marquées par leur neutralité et leur isolation.
Elle fait également le point sur l’évolution difficile du mouvement en France.
Elle indique que la stagnation inquiétante du mouvement constatée en février 39 lors du dernier congrès est plutôt une fluctuation car le mouvement gagne en adhésions. Elle précise que le CMF reste en France le meilleur mouvement avec une base solide entre 180 000 et 200 000 adhérentes. Une des raisons de la stagnation est la mobilisation des comités français pour la solidarité envers l’Espagne au travers de 13 organisations. «…On ne travaillait plus pour le mouvement parce qu’il y avait trop de tâches ailleurs…L’action propre des comités finissait par ne plus apparaître. Nos militantes sont devenues celles que l’on évitait parce qu’elles demandaient toujours quelque chose…»
Une autre raison énoncée est l’offensive anti-communiste menée en France et dans la presse contre la position de soutien à la Tchécoslovaquie (accords de Munich) qui a atteint dans les comités du CMF les éléments pacifistes intégraux et les socialistes. 
De même, la position de l'Église catholique vis-à-vis de Franco et de Mussolini représente un handicap certain. 
Elle indique «nous avons réagi, nous ne nous laisserons pas démolir…» et analyse «…nous ne pouvons pas songer à rassembler chez nous… Nous devons être l’instrument et l’actif de mouvements plus larges…»
À la suite de cette présentation, un projet de résolution est adressé par Sméral à Maurice Thorez.
Il lui est demandé d’aider le mouvement des femmes dans la préparation sérieuse du congrès de La Havane, de s’informer auprès de Bernadette du contenu détaillé des discussions et de donner son avis et ses suggestions, dans les plus brefs délais. Trois points sont évoqués :
1. Le travail mondial des femmes doit être considérablement élargi compte tenu de la situation (guerre).
2. Ce congrès doit mettre en place une plate-forme permanente de lutte pour la paix et de travail des femmes. Il doit être capable d’unir les plus larges masses de femmes et leurs organisations jusqu’aux conservateurs et à la droite. Il créera un comité permanent des femmes du monde entier qui suivra la situation internationale et, si celle-ci l’exige, préparera et organisera un nouveau grand congrès mondial des femmes.
3. Le CMF disparaîtra en tant que tel après le congrès de La Havane mais réapparaîtra sous un autre nom avec un rôle renforcé au sein du comité permanent et de sa direction. Sa mission d’unification élargie devra se réaliser sous la forme d’un large front populaire (communistes, socialistes, femmes radicales petits-bourgeois, gauchistes et organisations similaires.
Dans un autre document rédigé par Smeral le 28 juin, elle émet des suggestions pour compléter la résolution:
1. Renommer le CMF «Comité international des femmes pour la paix et la protection des nations asservies et menacées» pour en élargir encore la portée, vis-à-vis notamment des femmes catholiques.
2. Afin de représenter la plateforme du congrès de la Havane, elle dit que celui-ci doit élire deux comités l’un pour l’Amérique et l’autre pour l’Europe afin de préparer le futur congrès mondial. 
3. D’autres « Le mouvement international des femmes ne peut pas être dirigé uniquement depuis Paris…le Komintern doit donner des directives sérieuses à tous les partis dans tous les pays pour qu’ils s’occupent du travail parmi les femmes…Nous devons faire preuve d’une grande souplesse et de patience dans le mouvement des femmes, tenir compte des conditions spécifiques de différents pays et défendre les revendications spécifiques des femmes…. L’internationale communiste doit envoyer des directives, notamment au parti américain, pour qu’il prenne conscience de l’importance du congrès de la Havane et y envoie des femmes bien préparées ».
À la veille de la guerre, l’activité du CMF est donc loin de disparaître, il est prévu de la renforcer et de l’étendre notamment sur le continent américain.

### Fin de son engagement
Le Pacte germano-soviétique arrête brutalement l’ascension du mouvement.
Le 6 octobre 1939, Bernadette Cattanéo désapprouve ce pacte qui heurte sa culture antifasciste et rompt avec le PC français. Elle s’en expliqua dans une lettre au Populaire publiée sous le titre «Bernadette Cattanéo se désolidarise des staliniens»:
«... Aujourd’hui il m’est impossible d’admettre et de comprendre la politique qui consiste à tendre la main à l’agresseur et à faire avec Hitler des pactes d’amitié … Je ne puis donc pas suivre ceux qui défendent une telle politique et je reste persuadée que nous n’aurons véritablement la paix que lorsque nous aurons abattu le fascisme».
Elle se réfugie pendant la guerre à Moissac dans le Tarn-et-Garonne où elle vit discrètement. Selon son fils, elle eut des contacts avec la résistance catholique et aida des enfants juifs qui faisaient partie du Centre des éclaireurs israélites. En signe de remerciement, après la Libération, la famille Cattanéo sera invitée à une fête organisée à Moissac par des rescapés juifs. Quels furent alors ses rapports avec le PCF ? «On a voulu la tuer», dit sans plus de précisions son fils. Elle rentre à Paris en juin 1944 et elle arrête toute activité politique. 
En 1953, devenue veuve, elle suivit son fils dans les Bouches-du-Rhône. Elle n’eut plus aucun engagement politique mais elle suivit avec attention les événements transmis par la presse. 
Elle meurt le 22 septembre 1963 à La Penne-sur-Huveaune, près d’Aubagne, avec le sentiment d’avoir «loupé sa vie».

## Archives
Les archives de Bernadette Cattanéo sont actuellement conservées et accessibles à l'Humathèque Condorcet, sur le Campus Condorcet.
Les informations les plus récentes sont issues du portail Archives Numériques et Données de la Recherche (PANDOR). Outil de diffusion et d’interrogation des corpus numériques créés et portés par la Maison des Sciences de l’Homme de Dijon (MSH Dijon) dans le cadre du soutien aux programmes de recherche en sciences humaines et sociales.